# Asheville Aces
Die Asheville Aces waren eine US-amerikanische Eishockeymannschaft in Asheville, North Carolina. Das Team spielte in der Saison 2004/05 in der Southern Professional Hockey League.

## Geschichte
Die Mannschaft wurde 2004 als Franchise der Southern Professional Hockey League gegründet. Sie füllte die Lücke, die die Asheville Smoke aus der United Hockey League durch ihre Auflösung 2002 in der Stadt hinterlassen hatten. In ihrer einzigen Spielzeit belegten die Asheville Aces mit 38 Punkten den siebten von acht Plätzen und verpassten somit die Playoffs um den President's Cup. Einzig die Mannschaft der Winston-Salem Polar Twins wies mit 28 Punkten eine schlechtere Bilanz auf. Nach nur einem Jahr stellte das Franchise 2005 den Spielbetrieb wieder ein.

## Saisonstatistik
Abkürzungen: GP = Spiele, W = Siege, L = Niederlagen, T = Unentschieden, OTL = Niederlagen nach Overtime SOL = Niederlagen nach Shootout, Pts = Punkte, GF = Erzielte Tore, GA = Gegentore, PIM = Strafminuten
| Saison  | GP | W  | L  | T | OTL | SOL | Pts | GF  | GA  | Platz    | Playoffs           |
| 2004/05 | 56 | 19 | 37 | — | —   | —   | 38  | 182 | 256 | 7., SPHL | nicht qualifiziert |

## Team-Rekorde

### Karriererekorde
Spiele: 56  Martin Viazanica
Tore: 22  Peter Bournazakis,  Joel Petkoff
Assists: 34  Peter Bournazakis
Punkte: 56  Peter Bournazakis
Strafminuten: 178  Peter Bournazakis